# Bitwa pod Pelagonią
Bitwa pod Pelagonią − starcie zbrojne, które miało miejsce w roku 1259 w trakcie walk między greckim Cesarstwem Nicejskim a koalicją złożoną z Despotatu Epiru, Księstwa Achai i Manfreda Sycylijskiego. Bitwa była następstwem sukcesów nicejskich w restauracji Bizancjum, które upadło w wyniku podboju łacińskiego po IV krucjacie z 1204 roku.
W roku 1258 zmarł cesarz Teodor II Laskarys. Jego następcą został młody Jan IV Laskarys będący pod regencją Michała VIII, pragnącego przejąć władzę i odbudować cesarstwo Bizantyńskie dla siebie i swoich potomków. Odbudowa Bizancjum była tożsama z odzyskaniem ziem zagarniętych przez łacinników, Słowian i Turków po IV krucjacie.
Wzrastająca potęga Nikai, która powoli dominowała scenę polityczną na południowym wschodzie Europy doprowadziła do zmiany w polityce Hohenstaufów rządzących między innymi południowymi Włochami. Nowy władca Sycylii, Manfred, w przeciwieństwie do swojego ojca, Fryderyka II, nie postrzegał Nikai jako sojusznika w rywalizacji z papiestwem o wpływy w świecie chrześcijańskim. Był on za to żywo zainteresowany ekspansją na Bałkanach i na Bliskim Wschodzie a cesarstwo wydawało się być najpoważniejszym rywalem. W 1258 roku Manfred poczynił przygotowania pod kampanię na wschodzie. Zajął Korfu i najważniejsze miasta na wybrzeżach Epiru: Dyrrachion, Walonę i Buthrotum. Despota Michał II z uwagi na wojnę z Nikaią, był gotów poświęcić część swoich posiadłości, jeśli miał w zamian za nie otrzymać pomoc wojskową. Uznał więc władzę Manfreda nad nowo opanowanymi terenami i nakłonił go do ślubu ze swoją córką, co ostatecznie przypieczętowało sojusz. Dołączył do nich Wilhelm Villehardouin, książę Achai, która przeżywała właśnie okres rozkwitu. Sojuszników poparł władca serbski, Stefan Urosz I, który pod koniec 1258 roku zajął nicejskie Scupi, Prilapon i Kicavis.
Reakcja Nikai nastąpiła w 1259 roku, kiedy to do Europy, na czele silnych wojsk przeprawił się Jan Paleolog, brat cesarza Michała. Jego armia składała się w dużej mierze z doświadczonych oddziałów kumańskich i tureckich. Wkroczenie wojsk nicejskich do Górnej Macedonii wywołało popłoch w wojsku epirockim, skoncentrowanym wokół Kastorii. Jan niemal bez walki zajął Ochrydę, Pelagonię, Prespę i kilka pomniejszych terytoriów i fortec. Michałowi II udało się zreorganizować wojska nieopodal gór Pindos i oczekiwał tam na wsparcie od swoich łacińskich sojuszników. Gdy dotarły do niego oddziały achajskie i sycylijskie rozpoczął kontrofensywę. Armie przeciwników spotkały się ze sobą w dolinie Pelagonii we wrześniu 1259 roku.
Przed bitwą doszło do jakichś niesnasek między sojusznikami i część źródeł podaje iż Michał II Dukas wycofał swoje wojska, pozostawiając łacinników samych. Być może chodziło tu o sprawę Jana Dukasa, bękarta Michała II, który obrażony przez Wilhelma II, zbiegł z częścią swoich sił do Nicejczyków. Bitwa zakończyła się całkowitym zwycięstwem Greków a armia koalicji nie dość, że została rozbita to poniosła jeszcze ogromne straty. Wielu łacińskich rycerzy albo zginęło, albo, na czele z księciem Achai, dostało się do greckiej niewoli.
Despota epirski zbiegł do Leukadii, gdzie zamierzał zebrać nowe siły. Zwycięzcy kontynuowali ofensywę, zajmują Janinę i Artę. Sytuacja koalicji była tragiczna. Manfred stracił wszystkie oddziały na Bałkanach, księstwo Achai straciło kwiat rycerstwa, na domiar złego zostało bez władcy, a Epir był w zasadzie bezsilny i jego przetrwanie zależało od złej lub dobrej woli Sycylijczyka. Serbowie nie ponieśli wprawdzie większej klęski, również musieli się wycofać z zajmowanych przez siebie posiadłości nicejskich.